# James Mangold
James Allen Mangold (født 16. december 1963 i New York City) er en amerikansk filminstruktør og manuskriptforfatter. Han fik sin debut i 1995 med filmen Heavy, og er bedst kendt for Cop Land, Girl, Interrupted, Identity, Walk the Line og 3:10 to Yuma.
Mangold har instrueret The Wolverine og Logan, hvoraf sidstnævnte film fik en Oscar-nominering for bedste originale manuskript.  Han instruerede også Le Mans '66 og Indiana Jones and the Dial of Destiny. Filmen er den femte og sidste i Indiana Jones-serien. Den er derudover den eneste, der ikke er instrueret af Steven Spielberg.
I 2024 udkom filmen A Complete Unknown instueret af Mangold.
Privat var James Mangold fra 1999 til 2014 gift med filmproduceren Cathy Konrad. Han har to sønner fra forholdet.